# 초미세 구조
원자 물리학에서 초미세 구조(영어: Hyperfine structure)는 축퇴된 전자 에너지 준위의 작은 변화와 원자, 분자, 이온의 전자 에너지 수준에서 발생하는 에너지 수준 분할을 의미한다. 이는 핵과 전자 구름 사이의 전자기 다중극 상호작용으로 인해 발생한다.
원자에서 초미세 구조는 핵자기 쌍극자 모멘트가 전자에 의해 생성된 자기장과 상호 작용하는 에너지와 원자 내 전하 분포로 인한 전기장 기울기에 있는 핵 전기 사중극자 모멘트의 에너지에서 비롯된다. 분자 초미세 구조는 일반적으로 이 두 가지 효과가 지배적이지만, 분자 내 서로 다른 자기 핵과 관련된 자기 모멘트 간의 상호 작용 에너지뿐만 아니라 핵자기 모멘트와 분자 회전에 의해 생성된 자기장 간의 상호 작용 에너지도 포함한다.
초미세 구조는 전자 스핀과 전자의 궤도 각운동량과 관련된 자기 모멘트 간의 상호 작용에서 발생하는 미세 구조와 대조된다. 초미세 구조는 에너지 변화가 일반적으로 미세 구조 변화보다 몇 자릿수 더 작으며, 원자핵 (또는 분자 내 핵)과 내부에서 생성된 전기장 및 자기장 간의 상호 작용에서 비롯된다.

중성 수소 원자의 미세 구조 및 초미세 구조의 개략도

## 역사
원자 초미세 구조에 대한 최초의 이론은 1930년 엔리코 페르미가 임의의 각운동량을 가진 단일 원자가 전자를 포함하는 원자에 대해 제시했다. 이 구조의 제이만 분할은 그 해 후반에 S. A. Goudsmit와 R. F. Bacher가 논의했다.
1935년 H. Schüler와 Theodor Schmidt는 유로퓸, 카시오피움(루테튬의 옛 이름), 인듐, 안티모니, 수은의 초미세 구조 이상을 설명하기 위해 핵 사중극자 모멘트의 존재를 제안했다.

## 이론
초미세 구조의 이론은 전자기학에서 직접적으로 파생되며, 핵 다중극 모멘트(전기 단극 제외)와 내부에서 생성된 장의 상호 작용으로 구성된다. 이 이론은 먼저 원자 경우에 대해 파생되지만, 분자 내 각 핵에 적용될 수 있다. 이어서 분자 경우에 고유한 추가 효과에 대한 논의가 있다.

### 원자 초미세 구조

#### 자기 쌍극자
초미세 해밀토니언에서 지배적인 항은 일반적으로 자기 쌍극자 항이다. 0이 아닌 핵 스핀 {\displaystyle \mathbf {I} }를 가진 원자핵은 다음으로 주어지는 자기 쌍극자 모멘트를 가진다.
{\displaystyle {\boldsymbol {\mu }}_{\text{I}}=g_{\text{I}}\mu _{\text{N}}\mathbf {I} ,}
여기서 {\displaystyle g_{\text{I}}}는 G-상수이고 {\displaystyle \mu _{\text{N}}}은 핵 마그네톤이다.
자기장이 존재할 때 자기 쌍극자 모멘트와 관련된 에너지가 있다. 자기 쌍극자 모멘트 μI가 자기장 B에 놓여 있을 때, 해밀토니언의 관련 항은 다음과 같다.
{\displaystyle {\hat {H}}_{\text{D}}=-{\boldsymbol {\mu }}_{\text{I}}\cdot \mathbf {B} .}
외부 자기장이 없는 경우, 핵이 경험하는 자기장은 전자의 궤도 (ℓ) 및 스핀 (s) 각운동량과 관련된 것이다.
{\displaystyle \mathbf {B} \equiv \mathbf {B} _{\text{el}}=\mathbf {B} _{\text{el}}^{\ell }+\mathbf {B} _{\text{el}}^{s}.}

##### 전자 궤도 자기장
전자 궤도 각운동량은 핵의 위치로 간주될 어떤 고정된 외부 점 주위의 전자의 움직임에서 비롯된다. 핵에 대한 위치 r에 있는 전하 –e를 가진 단일 전자의 움직임으로 인한 핵에서의 자기장은 다음으로 주어진다.
{\displaystyle \mathbf {B} _{\text{el}}^{\ell }={\frac {\mu _{0}}{4\pi }}{\frac {-e\mathbf {v} \times -\mathbf {r} }{r^{3}}},}
여기서 −r은 전자 대비 핵의 위치를 나타낸다. 보어 마그네톤으로 작성하면 다음과 같다.
{\displaystyle \mathbf {B} _{\text{el}}^{\ell }=-2\mu _{\text{B}}{\frac {\mu _{0}}{4\pi }}{\frac {1}{r^{3}}}{\frac {\mathbf {r} \times m_{\text{e}}\mathbf {v} }{\hbar }}.}
mev가 전자 운동량 p이고, r × p / ħ가 ħ 단위의 각운동량 ℓ이라는 것을 인식하면 다음과 같이 쓸 수 있다.
{\displaystyle \mathbf {B} _{\text{el}}^{\ell }=-2\mu _{\text{B}}{\frac {\mu _{0}}{4\pi }}{\frac {1}{r^{3}}}{\boldsymbol {\ell }}.}
다전자 원자의 경우 이 표현은 일반적으로 총 궤도 각운동량 {\displaystyle \mathbf {L} }로 작성되며, 전자에 대해 합산하고 투영 연산자 {\displaystyle \varphi _{i}^{\ell }}를 사용하여 {\textstyle \sum _{i}\mathbf {\ell } _{i}=\sum _{i}\varphi _{i}^{\ell }\mathbf {L} }이다. 궤도 각운동량의 잘 정의된 투영 Lz를 가진 상태의 경우, {\displaystyle \varphi _{i}^{\ell }={\hat {\ell }}_{z_{i}}/L_{z}}라고 쓸 수 있으며, 다음과 같다.
{\displaystyle \mathbf {B} _{\text{el}}^{\ell }=-2\mu _{\text{B}}{\frac {\mu _{0}}{4\pi }}{\frac {1}{L_{z}}}\sum _{i}{\frac {{\hat {\ell }}_{zi}}{r_{i}^{3}}}\mathbf {L} .}

##### 전자 스핀 자기장
전자 스핀 각운동량은 입자에 고유한 근본적으로 다른 속성이며 따라서 전자의 움직임에 의존하지 않는다. 그럼에도 불구하고, 이것은 각운동량이며, 전하를 띤 입자와 관련된 모든 각운동량은 자기 쌍극자 모멘트를 발생시키고, 이는 자기장의 원천이 된다. 스핀 각운동량 s를 가진 전자는 자기 모멘트 μs를 가지며, 이는 다음으로 주어진다.
{\displaystyle {\boldsymbol {\mu }}_{\text{s}}=-g_{s}\mu _{\text{B}}\mathbf {s} ,}
여기서 gs는 전자 스핀 g-상수이며, 음의 부호는 전자가 음전하를 띠기 때문이다 (동일한 질량을 가지고 동일한 경로를 이동하는 음전하 및 양전하 입자는 동일한 각운동량을 가지지만, 반대 방향의 전류를 발생시킨다고 고려하라).
점 쌍극자 모멘트 μs의 자기장은 다음으로 주어진다.
{\displaystyle \mathbf {B} _{\text{el}}^{s}={\frac {\mu _{0}}{4\pi r^{3}}}\left(3\left({\boldsymbol {\mu }}_{\text{s}}\cdot {\hat {\mathbf {r} }}\right){\hat {\mathbf {r} }}-{\boldsymbol {\mu }}_{\text{s}}\right)+{\dfrac {2\mu _{0}}{3}}{\boldsymbol {\mu }}_{\text{s}}\delta ^{3}(\mathbf {r} ).}

##### 전자 총 자기장과 기여
따라서 초미세 해밀토니언에 대한 완전한 자기 쌍극자 기여는 다음으로 주어진다.
{\displaystyle {\begin{aligned}{\hat {H}}_{D}={}&2g_{\text{I}}\mu _{\text{N}}\mu _{\text{B}}{\dfrac {\mu _{0}}{4\pi }}{\dfrac {1}{L_{z}}}\sum _{i}{\dfrac {{\hat {\ell }}_{zi}}{r_{i}^{3}}}\mathbf {I} \cdot \mathbf {L} \\&{}+g_{\text{I}}\mu _{\text{N}}g_{\text{s}}\mu _{\text{B}}{\frac {\mu _{0}}{4\pi }}{\frac {1}{S_{z}}}\sum _{i}{\frac {{\hat {s}}_{zi}}{r_{i}^{3}}}\left\{3\left(\mathbf {I} \cdot {\hat {\mathbf {r} }}\right)\left(\mathbf {S} \cdot {\hat {\mathbf {r} }}\right)-\mathbf {I} \cdot \mathbf {S} \right\}\\&{}+{\frac {2}{3}}g_{\text{I}}\mu _{\text{N}}g_{\text{s}}\mu _{\text{B}}\mu _{0}{\frac {1}{S_{z}}}\sum _{i}{\hat {s}}_{zi}\delta ^{3}{\left(\mathbf {r} _{i}\right)}\mathbf {I} \cdot \mathbf {S} .\end{aligned}}}
첫 번째 항은 전자 궤도 각운동량으로 인한 자기장에서 핵 쌍극자의 에너지를 나타낸다. 두 번째 항은 핵 쌍극자와 전자 스핀 자기 모멘트로 인한 자기장 간의 "유한 거리" 상호 작용 에너지를 나타낸다. 마지막 항은 종종 페르미 접촉 항으로 알려져 있으며, 핵 쌍극자와 스핀 쌍극자 간의 직접적인 상호 작용과 관련이 있으며, 핵 위치에 유한한 전자 스핀 밀도를 가진 상태 (s-부껍질에 짝을 이루지 않은 전자를 가진 상태)에서만 0이 아니다. 상세한 핵 자기 모멘트 분포를 고려할 때 다른 표현을 얻을 수 있다고 주장되었다. 델타 함수를 포함하는 것은 점에 있는 자기 쌍극자 모멘트로 인한 자기 유도 B의 특이점이 적분 가능하지 않다는 것을 인정하는 것이다. 비상대론적 양자 역학에서 파울리 스피너 사이의 상호 작용을 매개하는 것은 B이다. 페르미(1930)는 상대론적 디랙 파동 방정식을 사용하여 이 어려움을 피했는데, 이에 따르면 디랙 스피너의 매개 장은 4-벡터 전위 (V,A)이다. 구성 요소 V는 쿨롱 전위이다. 구성 요소 A는 3-벡터 자기 전위 (B = curl A와 같은)이며, 점 쌍극자의 경우 적분 가능하다.
{\displaystyle \ell \neq 0}인 상태의 경우 이는 다음과 같은 형태로 표현될 수 있다.
{\displaystyle {\hat {H}}_{D}=2g_{I}\mu _{\text{B}}\mu _{\text{N}}{\dfrac {\mu _{0}}{4\pi }}{\dfrac {\mathbf {I} \cdot \mathbf {N} }{r^{3}}},}
여기서:
{\displaystyle \mathbf {N} ={\boldsymbol {\ell }}-{\frac {g_{s}}{2}}\left[\mathbf {s} -3(\mathbf {s} \cdot {\hat {\mathbf {r} }}){\hat {\mathbf {r} }}\right].}
미세 구조에 비해 초미세 구조가 작다면 (때로는 LS-결합과의 유사성으로 IJ-결합이라고도 함), I와 J는 좋은 양자수이며 {\displaystyle {\hat {H}}_{\text{D}}}의 행렬 요소는 I와 J에 대해 대각선으로 근사될 수 있다. 이 경우 (일반적으로 가벼운 원소에 해당) N을 J (여기서 J = L + S는 총 전자 각운동량)에 투영할 수 있으며, 다음과 같다.
{\displaystyle {\hat {H}}_{\text{D}}=2g_{I}\mu _{\text{B}}\mu _{\text{N}}{\dfrac {\mu _{0}}{4\pi }}{\dfrac {\mathbf {N} \cdot \mathbf {J} }{\mathbf {J} \cdot \mathbf {J} }}{\dfrac {\mathbf {I} \cdot \mathbf {J} }{r^{3}}}.}
이것은 일반적으로 다음과 같이 쓰인다.
{\displaystyle {\hat {H}}_{\text{D}}={\hat {A}}\mathbf {I} \cdot \mathbf {J} ,}
여기서 {\textstyle \left\langle {\hat {A}}\right\rangle }는 실험에 의해 결정되는 초미세 구조 상수이다. I⋅J = 1⁄2{F⋅F − I⋅I − J⋅J} 이므로 (여기서 F = I + J는 총 각운동량), 이것은 다음과 같은 에너지를 제공한다.
{\displaystyle \Delta E_{\text{D}}={\frac {1}{2}}\left\langle {\hat {A}}\right\rangle [F(F+1)-I(I+1)-J(J+1)].}
이 경우 초미세 상호 작용은 란데 간격 법칙을 만족한다.

#### 전기 사중극자
스핀 {\displaystyle I\geq 1}을 가진 원자핵은 전기 사중극자 모멘트를 가진다. 일반적인 경우 이것은 위수-2 텐서 {\displaystyle Q_{ij}}로 표현되며, 구성 요소는 다음으로 주어진다.
{\displaystyle Q_{ij}={\frac {1}{e}}\int \left(3x_{i}^{\prime }x_{j}^{\prime }-\left(r'\right)^{2}\delta _{ij}\right)\rho {\left(\mathbf {r} '\right)}\,d^{3}\mathbf {r} ',}
여기서 i와 j는 1에서 3까지의 텐서 지수이고, xi와 xj는 i와 j의 값에 따라 각각 공간 변수 x, y, z이며, δij는 크로네커 델타이고 ρ(r)는 전하 밀도이다. 3차원 위수-2 텐서인 사중극자 모멘트는 32 = 9개의 구성 요소를 가진다. 구성 요소의 정의에서 사중극자 텐서가 대칭행렬(Qij = Qji)이며 또한 트레이스리스({\textstyle \operatorname {tr} Q=\sum _{i}Q_{ii}=0})임을 알 수 있으며, 기약표현에서 단지 5개의 구성 요소를 제공한다. 기약 구면 텐서의 표기법을 사용하여 표현하면 다음과 같다.
{\displaystyle T_{m}^{2}(Q)={\sqrt {\frac {4\pi }{5}}}\int \rho {\left(\mathbf {r} '\right)}\left(r'\right)^{2}Y_{m}^{2}\left(\theta ',\varphi '\right)\,d^{3}\mathbf {r} '.}
전기장에서 전기 사중극자 모멘트와 관련된 에너지는 장의 강도에 의존하지 않고, 전기장 기울기에 의존하는데, 혼동되게도 {\textstyle {\underline {\underline {q}}}}로 표시되며, 이는 델 연산자와 전기장 벡터의 외적으로 주어진 또 다른 위수-2 텐서이다.
{\displaystyle {\underline {\underline {q}}}=\nabla \otimes \mathbf {E} ,}
구성 요소는 다음으로 주어진다.
{\displaystyle q_{ij}={\frac {\partial ^{2}V}{\partial x_{i}\,\partial x_{j}}}.}
다시 이것이 대칭행렬임을 분명히 알 수 있으며, 핵에서의 전기장의 원천이 핵 외부의 전하 분포이기 때문에, 이것은 5개 구성 요소의 구면 텐서 {\displaystyle T^{2}(q)}로 표현될 수 있으며, 다음과 같다.
{\displaystyle {\begin{aligned}T_{0}^{2}(q)&={\frac {\sqrt {6}}{2}}q_{zz}\\T_{+1}^{2}(q)&=-q_{xz}-iq_{yz}\\T_{+2}^{2}(q)&={\frac {1}{2}}(q_{xx}-q_{yy})+iq_{xy},\end{aligned}}}
여기서:
{\displaystyle T_{-m}^{2}(q)=(-1)^{m}T_{+m}^{2}(q)^{*}.}
따라서 해밀토니언의 사중극자 항은 다음으로 주어진다.
{\displaystyle {\hat {H}}_{Q}=-eT^{2}(Q)\cdot T^{2}(q)=-e\sum _{m}(-1)^{m}T_{m}^{2}(Q)T_{-m}^{2}(q).}
일반적인 원자핵은 원통형 대칭에 가깝기 때문에 모든 비대각선 요소는 거의 0이다. 이러한 이유로 핵 전기 사중극자 모멘트는 종종 Qzz로 표현된다.

### 분자 초미세 구조
분자 초미세 해밀토니언은 이미 원자 경우에 대해 유도된 항들을 포함하며, {\displaystyle I>0}인 각 핵에 대한 자기 쌍극자 항과 {\displaystyle I\geq 1}인 각 핵에 대한 전기 사중극자 항을 포함한다. 자기 쌍극자 항은 Frosch와 Foley에 의해 이원자 분자에 대해 처음 유도되었으며, 결과로 나타나는 초미세 매개변수는 종종 Frosch 및 Foley 매개변수라고 불린다.
위에 설명된 효과 외에도 분자 경우에만 특정한 여러 효과가 있다.

#### 핵 스핀–스핀 직접 상호 작용
{\displaystyle I>0}인 각 핵은 0이 아닌 자기 모멘트를 가지며, 이는 자기장의 원천이면서 동시에 다른 모든 핵자기 모멘트의 결합된 장이 존재함으로 인해 관련된 에너지를 가진다. 각 자기 모멘트와 다른 각 자기 모멘트로 인한 장의 내적을 모두 더하면 초미세 해밀토니언의 직접 핵 스핀–스핀 항 {\displaystyle {\hat {H}}_{II}}가 된다.
{\displaystyle {\hat {H}}_{II}=-\sum _{\alpha \neq \alpha '}{\boldsymbol {\mu }}_{\alpha }\cdot \mathbf {B} _{\alpha '},}
여기서 α와 α'는 각각 에너지에 기여하는 핵과 장의 원천이 되는 핵을 나타내는 지수이다. 위에 주어진 핵 각운동량 및 쌍극자의 자기장으로 표현된 쌍극자 모멘트의 표현을 대입하면 다음과 같다.
{\displaystyle {\hat {H}}_{II}={\dfrac {\mu _{0}\mu _{\text{N}}^{2}}{4\pi }}\sum _{\alpha \neq \alpha '}{\frac {g_{\alpha }g_{\alpha '}}{R_{\alpha \alpha '}^{3}}}\left\{\mathbf {I} _{\alpha }\cdot \mathbf {I} _{\alpha '}-3\left(\mathbf {I} _{\alpha }\cdot {\hat {\mathbf {R} }}_{\alpha \alpha '}\right)\left(\mathbf {I} _{\alpha '}\cdot {\hat {\mathbf {R} }}_{\alpha \alpha '}\right)\right\}.}

#### 핵 스핀–회전
분자 내 핵자기 모멘트는 분자의 전체 회전과 관련된 각운동량 T (R은 핵간 변위 벡터)로 인해 발생하는 자기장에 존재한다. 따라서
{\displaystyle {\hat {H}}_{\text{IR}}={\frac {e\mu _{0}\mu _{\text{N}}\hbar }{4\pi }}\sum _{\alpha \neq \alpha '}{\frac {1}{R_{\alpha \alpha '}^{3}}}\left\{{\frac {Z_{\alpha }g_{\alpha '}}{M_{\alpha }}}\mathbf {I} _{\alpha '}+{\frac {Z_{\alpha '}g_{\alpha }}{M_{\alpha '}}}\mathbf {I} _{\alpha }\right\}\cdot \mathbf {T} .}

#### 작은 분자의 초미세 구조
위에서 논의된 상호 작용으로 인한 초미세 구조의 전형적인 간단한 예는 사이안화 수소 (1H12C14N)의 지상 진동 상태에서 나타나는 회전 전이이다. 여기서 전기 사중극자 상호 작용은 14N-핵으로 인한 것이고, 초미세 핵 스핀-스핀 분할은 질소 14N (IN = 1)과 수소 1H (IH = 1⁄2) 간의 자기 결합에서 비롯되며, 수소 스핀-회전 상호 작용은 1H-핵으로 인한 것이다. 분자의 초미세 구조에 기여하는 이러한 상호 작용은 영향력의 내림차순으로 여기에 나열되어 있다. 서브도플러 기술은 HCN 회전 전이에서 초미세 구조를 식별하는 데 사용되었다.
HCN 초미세 구조 전이에 대한 쌍극자 선택 규칙은 {\displaystyle \Delta J=1}, {\displaystyle \Delta F=\{0,\pm 1\}}이며, 여기서 J는 회전 양자수이고 F는 핵 스핀을 포함하는 총 회전 양자수 ({\displaystyle F=J+I_{\text{N}}})이다. 가장 낮은 전이 ({\displaystyle J=1\rightarrow 0})는 초미세 삼중항으로 분할된다. 선택 규칙을 사용하면 {\displaystyle J=2\rightarrow 1} 전이 및 더 높은 쌍극자 전이의 초미세 패턴은 초미세 육중항 형태를 이룬다. 그러나 이러한 구성 요소 중 하나 ({\displaystyle \Delta F=-1})는 {\displaystyle J=2\rightarrow 1}의 경우 회전 전이 강도의 0.6%만을 가진다. 이 기여는 J가 증가함에 따라 감소한다. 따라서 {\displaystyle J=2\rightarrow 1} 이상에서는 초미세 패턴이 세 개의 매우 밀접하게 배치된 더 강한 초미세 구성 요소 ({\displaystyle \Delta J=1}, {\displaystyle \Delta F=1})와 함께 두 개의 넓게 배치된 구성 요소로 구성된다; 하나는 중심 초미세 삼중항에 비해 저주파수 측에, 다른 하나는 고주파수 측에 있다. 이러한 이상치는 각각 전체 전이 강도의 ~{\displaystyle {\tfrac {1}{2}}J^{2}}를 가진다 (J는 허용된 쌍극자 전이의 상위 회전 양자수). 연속적으로 더 높은 J 전이의 경우, 각 개별 초미세 구성 요소의 상대적 강도와 위치에 작지만 중요한 변화가 있다.

## 측정 및 응용
초미세 상호 작용은 원자 및 분자 스펙트럼, 자유 라디칼 및 전이 금속 이온의 전자 스핀 공명 스펙트럼 등 다양한 방식으로 측정할 수 있다.

### 천체물리학

파이어니어 금속판에 묘사된 초미세 전이

초미세 분할은 매우 작기 때문에 전이 주파수는 일반적으로 광학 범위에 있지 않고 라디오 또는 마이크로파 (또는 서브밀리미터) 주파수 범위에 있다.
초미세 구조는 성간매질의 중성수소영역에서 관찰되는 21cm 선을 제공한다.
칼 세이건과 프랭크 드레이크는 수소의 초미세 전이가 시간과 길이의 기본 단위로 사용될 만큼 충분히 보편적인 현상이라고 생각하여 파이어니어 금속판과 이후 보이저 금제 음반에 사용했다.
서브밀리미터 천문학에서 슈퍼헤테로다인 수신기는 별 형성 핵이나 젊은 항성체와 같은 천체에서 오는 전자기 신호를 감지하는 데 널리 사용된다. 관측된 회전 전이의 초미세 스펙트럼에서 인접한 구성 요소 간의 분리는 일반적으로 수신기의 IF 대역 내에 들어갈 만큼 충분히 작다. 광학적 깊이는 주파수에 따라 달라지므로, 초미세 구성 요소 간의 강도 비율은 고유 (또는 광학적으로 얇은) 강도와 다르다 (이를 초미세 이상이라고 하며, HCN의 회전 전이에서 자주 관찰된다). 따라서 광학적 깊이를 더 정확하게 결정할 수 있다. 이를 통해 객체의 물리적 매개변수를 도출할 수 있다.

### 핵 분광학
핵 분광학 방법에서는 핵을 사용하여 재료의 국소 구조를 탐색한다. 이 방법은 주로 주변 원자 및 이온과의 초미세 상호 작용을 기반으로 한다. 중요한 방법으로는 핵자기 공명, 뫼스바우어 분광학, 섭동 각 상관, 그리고 고해상도 비탄성 중성자 산란이 있다.

### 핵 기술
우라늄 레이저 농축법 (AVLIS) 공정은 우라늄-235와 우라늄-238의 광학 전이 사이의 초미세 분할을 이용하여 우라늄-235 원자만을 선택적으로 광이온화시킨 다음 이온화된 입자를 비이온화된 입자로부터 분리한다. 정밀하게 조정된 색소 레이저는 필요한 정확한 파장의 방사선 공급원으로 사용된다.

### SI 초 및 미터 정의에서의 사용
초미세 구조 전이를 이용하여 매우 높은 안정성, 반복성 및 Q 인자를 가진 마이크로파 노치 필터를 만들 수 있으며, 이는 매우 정밀한 원자 시계의 기반으로 사용될 수 있다. 전이 주파수라는 용어는 원자의 두 초미세 수준 사이의 전이에 해당하는 복사 주파수를 의미하며, f = ΔE/h와 같다. 여기서 ΔE는 수준 간 에너지 차이이고 h는 플랑크 상수이다. 일반적으로 세슘 또는 루비듐 원자의 특정 동위원소의 전이 주파수가 이러한 시계의 기반으로 사용된다.
초미세 구조 전이 기반 원자 시계의 정확성 때문에, 현재는 초의 정의의 기반으로 사용된다. 1 초 (시간)는 이제 정확히 세슘-133 원자의 초미세 구조 전이 주파수 9192631770 주기이다.
1983년 10월 21일, 제17차 CGPM은 미터를 진공에서 빛이 초의 ⁠1/299,792,458⁠ 시간 동안 이동한 경로의 길이로 정의했다.

### 양자 전기역학의 정밀 테스트
수소와 뮤오늄의 초미세 분할은 미세 구조 상수 α의 값을 측정하는 데 사용되었다. 다른 물리 시스템에서의 α 측정값과의 비교는 양자 전기역학의 엄격한 테스트를 제공한다.

### 이온 트랩 양자 컴퓨팅에서의 큐비트
갇힌 이온의 초미세 상태는 이온 트랩 양자 컴퓨팅에서 큐비트를 저장하는 데 일반적으로 사용된다. 이들은 실험적으로 ~10분을 초과하는 매우 긴 수명(~1초 정도의 준안정 전자 수준에 비해)을 가진다는 장점이 있다.
상태의 에너지 분리와 관련된 주파수는 마이크로파 영역에 있어 마이크로파 복사를 사용하여 초미세 전이를 유도할 수 있다. 그러나 현재는 특정 이온을 순서대로 다루기 위해 집중될 수 있는 이미터는 없다. 대신, 두 개의 레이저 펄스를 사용하여 전이를 유도할 수 있는데, 주파수 차이(디튜닝)가 필요한 전이 주파수와 같도록 한다. 이것은 본질적으로 유도 라마나 전이이다. 또한, 근거리장 기울기는 약 4.3 마이크로미터 떨어진 두 이온을 마이크로파 복사로 직접 개별적으로 다루는 데 사용되었다.

## 같이 보기
- 동적 핵 분극
- 전자 스핀 공명